# Controguerra novello
Le Controguerra novello est un vin italien de la région Abruzzes doté d'une appellation DOC depuis le 20 août 1996. Seuls ont droit à la DOC les vins rouges récoltés à l'intérieur de l'aire de production définie par le décret. 

## Aire de production
Les vignobles autorisés se situent en province de Teramo dans les communes de Controguerra, Torano Nuovo, Ancarano, Corropoli et Colonnella.

## Caractéristiques organoleptiques
- couleur : rouge rubis
- odeur: fruité, agréable
- saveur: sèche, frais, avec une légère pointe d’acide.

Le Controguerra novello se déguste à une température de 14 – 16 °C et il se boit jeune

## Production
Province, saison, volume en hectolitres :
- pas de données disponible